# Almere
Almere je grad i općina u provinciji Flevoland u Nizozemskoj, smještena preko IJmeera od Amsterdama.
Graniči s Lelystadom i Zeewoldeom. Obuhvaća šest službenih područja koja su: distrikti Almere Stad (koji se dodatno dijeli na Almere Stad Oost, Almere Stad West i Almere Centrum), Almere Buiten i Almere Pampus (koji je trenutno u fazi planiranja), te četvrti Almere Haven, Almere Hout i Almere Poort. Četiri od njih imaju službene urede distrikta ili četvrti. Nadalje, obuhvaća i neslužbeni povijesni distrikt i susjedstvo Oostvaardersdiep. Almere je dio Metropolitanskog područja Amsterdama (MRA).
Almere je najnoviji grad u Nizozemskoj. Zemljište na kojem se grad nalazi, polder južnog Flevolanda, isušeno je iz IJsselmeera od 1959. do 1968. Prva kuća završena je 1976. godine, a Almere je postala općina 1984. godine. Ima najveći broj stanovnika među općinama u Flevolandu s 214.715 stanovnika u 2021. godini i osmi je najveći grad u Nizozemskoj. U listopadu 2007., gradsko vijeće Almerea postiglo je dogovor s vladom o širenju grada na 350.000 stanovnika do 2030. godine.

## Povijest
Izvorni planovi za IJsselmeerpoldere predviđali su da se zemljište koristi za poljoprivredu. Međutim, nakon Drugog svjetskog rata bila je potrebna stambena izgradnja za brzo rastuću populaciju Amsterdama, pa su u polderima Oostelijk Flevoland i Zuidelijk Flevoland planirana dva grada. Grad u Oostelijk Flevolandu postao je Lelystad. Grad u Zuidelijk Flevolandu u početku je na skicama nosio naziv Zuidweststad (hrvatski: Jugozapadni grad), ali je 1970-ih dobio ime Almere, po jezeru Almere. Prva kuća u gradu završena je 1976. godine. Godine 1984. Almere je postao službena općina.

## Uprava
Popis gradonačelnika:
- 1984. – 1986.: Han Lammers (PvdA)
- 1986. – 1993.: Cees de Cloe (PvdA)
- 1993. – 1994.: Cees Roozemond (PvdA, v.d.)
- 1994. – 1998.: Ralph Pans (PvdA)
- 1998. – 2003.: Hans Ouwerkerk (PvdA)
- 2003. – 2003.: Jaap van der Doef (PvdA, v.d.)
- 2003. – 2015.: Annemarie Jorritsma (VVD)
- 2015. – 2022.: Franc Weerwind (D66)
- 2022. – 2023.: Ank Bijleveld (CDA, v.d.)
- 2023. – danas: Hein van der Loo (nezavisan)

## Međunarodni odnosi
Gradovi prijatelji
- Aalborg, Danska
- České Budějovice, Češka
- Haapsalu, Estonija
- Kumasi, Gana
- Lancaster, Ujedinjeno Kraljevstvo
- Milton Keynes, Ujedinjeno Kraljevstvo
- Port Sudan, Sudan
- Rendsburg, Njemačka
- Tainan, Republika Kina
- Växjö, Švedska

## Geografija
Almere se nalazi u polderu južnog Flevolanda (nizozemski: Zuidelijk Flevoland). To je najzapadnija općina pokrajine Flevoland. Graniči s Markermeerom na zapadu i sjeveru, Lelystadom na sjeveroistoku, Zeewoldeom na istoku i Gooimeerom na jugu.
Almere se sastoji od tri gradske četvrti i tri distrikta (nizozemski: stadsdelen), od kojih su tri još u izgradnji.

### Klima
Almere ima oceansku klimu koju karakteriziraju blage do hladne zime i topla ljeta s umjerenim padalinama tijekom cijele godine.